# Бельмесьово
Бельмесьо́во (рос. Бельмесёво) — селище у складі Барнаульського міського округу Алтайського краю, Росія.

## Населення
Населення — 1459 осіб (2010; 843 у 2002).
Національний склад (станом на 2002 рік):
- росіяни — 95 %